# Station Ferriby
Ferriby is een spoorwegstation van National Rail in North Ferriby, East Riding of Yorkshire in Engeland. Het station is eigendom van Network Rail en wordt beheerd door Northern Rail. 